# Remontierungsrate
Remontierungsrate (Abkürzung RMR, auch Bestandsergänzungsrate) bezeichnet den Anteil der Färsen eines Bestandes, welche für den Erhalt des Durchschnittskuhbestandes eingesetzt werden.

## Ermittlung
Die Remontierungsrate errechnet sich wie folgt:
{\displaystyle {\text{RMR}}={\frac {({\text{Erstkalbungen aus eigener Nachzucht}}+{\text{Erstkalbungen aus Färsenzukäufen}})\times 100}{\text{Durchschnittskuhbestand}}}}

## Milchviehhaltung

### Konsequenzen aus der Remontierungsrate
Zusammen mit anderen Faktoren wie den Tierverlusten bei der Aufzucht oder der Zwischenkalbezeit ergibt sich für den Tierhalter, ob er aus eigener Nachzucht den Bedarf an Tieren decken kann.
So ergibt sich bei einer Kuhzahl von 500 Kühen, einer Remontierungsrate von 35 %, einer Zwischenkalbezeit von 405 Tagen, einem Erstkalbealter von 26 Monaten und 10–15 % Verlust in der Aufzucht, eine jährliche Verringerung des Kuhbestandes um 1 %. Somit stehen nach 5 Jahren nur noch 475 statt 500 Kühen aus eigener Nachzucht im Stall. Schafft man es nun das Erstkalbealter um 2 Monate zu verkürzen sowie die Remontierungsrate um 5 Prozentpunkte zu senken, kann man bereits rund 60 Tiere jährlich zur Zucht oder Mast an andere Betriebe abgeben.

### Ursachen für Remontierung
Die Hauptursachen sind bei Kühen vor allem Unfruchtbarkeit, Eutererkrankungen sowie Probleme mit dem Fundament, also vor allem der Klauen. Dabei spielen aber meist verschiedene Faktoren eine Rolle, so haben auch Stoffwechselstörungen wie Ketosen einen großen Einfluss auf den Gesamtzustand des Tieres.

### Richtwerte & Entscheidungsfaktoren
Hohe Remontierungsraten von 50 % erzeugen anteilig hohe Aufzucht- und Futterkosten für neue Jungtiere. Gleichzeitig entfällt die Möglichkeit größere Mengen Kälber oder Färsen an andere Betriebe zu vermarkten. Bei einer Nutzungsdauer von nur 2 Laktationen können die Kosten für die Remontierung 8 Cent je Kilogramm Milch ausmachen.
Eine äußerst geringe Remontierung ist jedoch auch nicht wünschenswert, da die Milchmenge einer Kuh im Laufe ihres Lebens wieder abnimmt. Zudem können Zuchtfortschritte nicht genutzt werden.
Bei Herdenleistungen über 8000 kg Milch je Kuh und Jahr sollte die Remontierunsgrate nicht über 35 % liegen.

## Remontierung bei Zuchtsauen
Auch bei Zuchtsauen ist die Remontierungsrate von großer Bedeutung.
Bei einer zu gering angesetzten Remontierungsrate kommt es zu überalterten Sauen. Das führt vermehrt zu abnehmenden Wurfgrößen, steigenden Verlusten von Saugferkeln sowie häufig zu lebensschwachen Ferkeln. Von Vorteil ist dabei, dass in wirtschaftlich schweren Zeiten die Ausgaben zum Kauf von Jungsauen etwas aufgeschoben werden können.
Wie bei Milchkühen ist auch hier eine hohe RMR meist auf gesundheitliche Probleme im Bestand zurückzuführen. Teils scheiden häufig schon Sauen bereits nach dem ersten oder zweiten Wurf aus, also deutlich bevor sie ihr vorhandenes Lebensleistungspotential erreichen.
Als grober Richtwert gilt, dass etwa 40 Prozent der Zuchtsauen des Bestands im Jahr durch Jungsauen ersetzt werden sollten.